# Падение Карфагена
Паде́ние Карфаге́на — кульминация Третьей Пунической войны, произошедшая в результате осады этого города римлянами, начавшейся в конце 149 года до н. э.

## Ход осады
Когда карфагенянам стало ясно, что войны не избежать, они с сохранением полной секретности начали подготовку к обороне. Карфаген был прекрасной крепостью, за месяц граждане довели его обороноспособность до максимально возможного уровня и, когда римская армия показалась под стенами города, консулы с удивлением увидели перед собой готового к бою врага. Штурм был отбит с большими потерями для римлян, отряды пунийской армии, которые покинули город, тревожили римлян своими набегами. Наконец, Массинисса был совсем недоволен желанием римлян укрепиться в Африке и не оказал им никакой поддержки.
Безуспешная осада длилась два года, пока командование римской армией не перешло к консулу Сципиону Эмилиану, который смог добиться перелома в войне. Проведя реорганизацию армии и восстановив ослабшую было дисциплину, он перешёл к активным действиям. Вскоре карфагеняне потеряли внешнюю стену, а гавань города была закрыта построенной римлянами дамбой. Но пунийцы прокопали новый канал, и их суда неожиданно вышли в море. В ответ Сципион перекрыл и этот канал и окружил Карфаген внешней стеной, что обеспечило практически герметичную блокаду города и полностью отрезало его от поставок продовольствия. В результате в Карфаген пришёл голод, от которого погибло большинство горожан. После взятия римлянами крепости Неферис Карфаген остался без поддержки извне и пал.

## Взятие города
Весной 146 года до н. э. римляне штурмом ворвались в город, но ещё шесть дней шла ожесточённая битва. Через неделю уличных боёв в руках карфагенян осталась только цитадель — Бирса. Когда к Сципиону пришла оттуда просьба о капитуляции, он согласился даровать жизнь всем, кроме римских перебежчиков. Из крепости вышли вместе с женами и детьми 50 тысяч карфагенян (согласно сообщению Орозия 55 тысяч), все они были порабощены.
Командующий обороной Гасдрубал вместе с карфагенскими патриотами и римскими перебежчиками, которые не могли рассчитывать на пощаду, укрепился в храме Эшмуна, выстроенном на высокой скале. Тогда римляне решили выморить их голодом. Доведённые до крайности, осаждённые подожгли храм, чтобы не погибать от рук врага. Лишь Гасдрубал выбежал из храма и вымолил себе пощаду. 

## В литературе
- Осада описана в повестях А. И. Немировского «Тиберий Гракх» (1955) , М. В. Езерского «Сила земли» (1959) и А. Махлаюк «Римские войны» (2005)